# Саванна-ла-Мар
Саванна-ла-Мар (англ. Savanna-la-Mar) — крупнейший город и административный центр округа Уэстморленд, Ямайка.

## Название
В переводе с испанского языка название означает «равнина у моря». Также иногда в англоязычной литературе используются сокращенные названия города — «Сав-ла-Мар» и «Сав».

## История
Город был основан испанцами в 1730 году. На протяжении своей истории на город неоднократно обрушивались ураганы. Наиболее сильные разрушения ураганы нанесли в 1749, 1780 и 1912 годах.

## В искусстве
- Название города носит одна из глав «Suspiria de Profundis» Томаса Де Квинси, являющейся продолжением его книги «Исповедь англичанина, употреблявшего опиум».
- Город упоминается в песне Боба Дилана Sara, выпущенной в составе альбома Desire (1976).
- Город упоминается в романе Яна Флеминга "Человек с золотым пистолетом", являющимся частью цикла книг о Джеймсе Бонде.